# Le Nègre Othello
Le Nègre Othello  est un tableau du peintre allemand Lovis Corinth réalisé en  1884.

## Description
Le tableau représente un docker du port d'Anvers. Selon le catalogue raisonné de Charlotte Berend-Corinth, le tableau montre « un nègre en chemise rayée rouge et blanche. Le fond est gris foncé ». 
Il s'agit d'un portrait de face jusqu'à l'abdomen. L'homme tourne le haut du corps légèrement sur le côté gauche, son visage est dirigé vers le spectateur. Il porte une chemise de laine trouée avec des rayures horizontales rouges et blanches et un large col très grossièrement peint. On ne voit que les avant-bras et une partie de l'avant bras droit. La chemise se termine près de l'articulation du coude.
La peau est foncée et les cheveux sont noirs de sorte que les traits du visage ne sont pas clairement visibles sur un arrière-plan également foncé. Les cheveux se fondent dans cet arrière-plan. Une lumière venant de la gauche du tableau plonge le visage dans l'inquiétude.
Le tableau est signé en haut à gauche avec les mots
« Lovis Corinth Anvers 84 »
et sur le côté droit on peut lire 
« Un Othello ».

## Commentaire
Il s'agit d'une des premières œuvres du peintre, réalisée lors d'un voyage à Anvers. Corinth s'est rendu en 1884 pour trois mois à Anvers où il a étudié chez Paul Eugène Gorge. C'est dans cet atelier qu'il a aussi peint le Portrait du peintre Paul Eugène Gorge (BC 22). La même année, il a connu son premier succès international avec le tableau Le Complot (peint à Munich), qui a été distingué d'une médaille de bronze dans une exposition à Londres (Ulrike Lorenz met en doute cette exposition), et exposé en 1885 au Salon de peinture et de sculpture à Paris. Le portait montre un docker ou un matelot du port d'Anvers. Lothar Brauner établit un parallèle avec la peinture de Frans Hals tout en soulignant que Corinth n'a vraisemblablement jamais vu ses tableaux.  

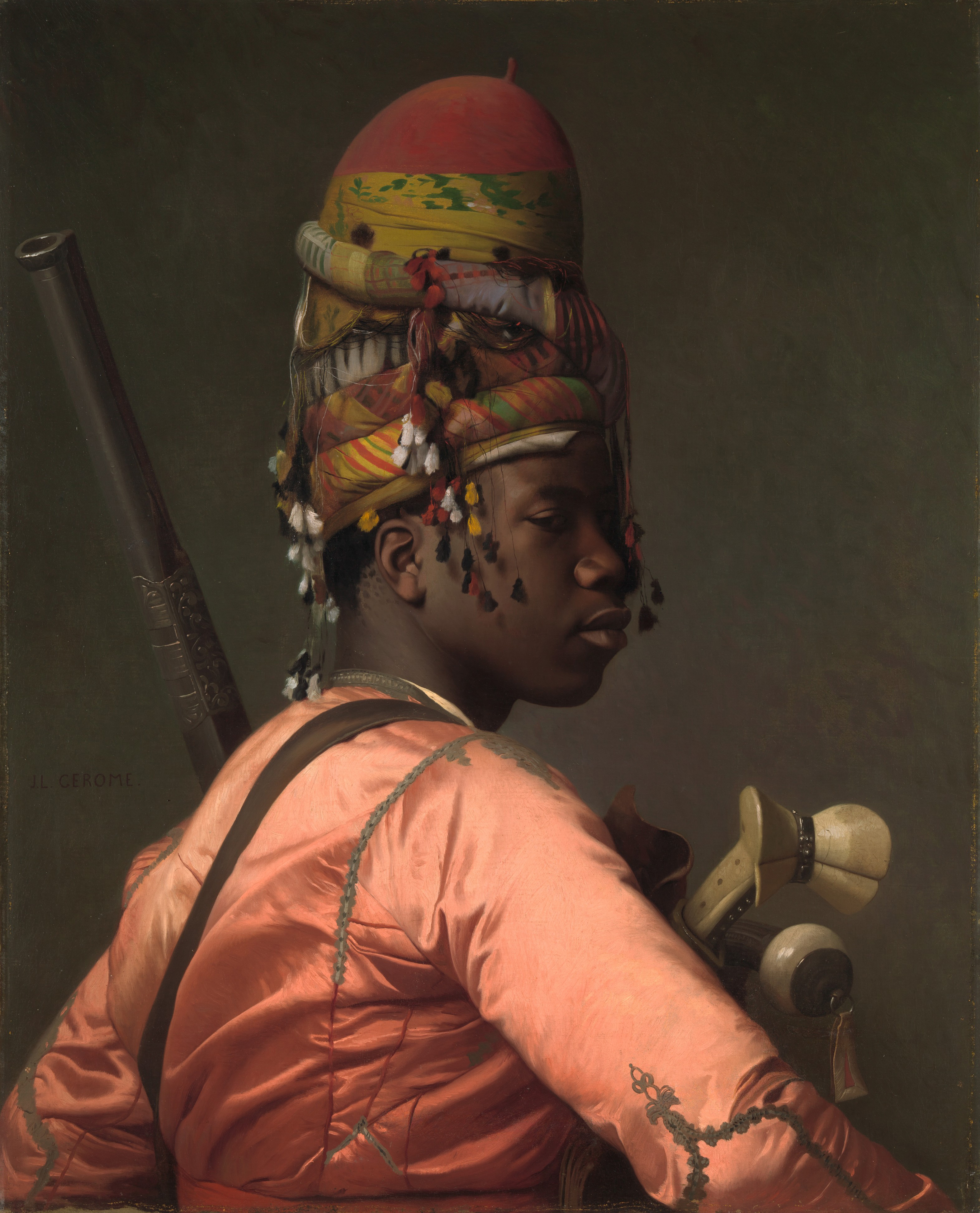
Jean-Léon Gérôme: Un Bachi-bouzouk (1869)

Gross compare cette peinture  avec l'œuvre orientaliste Un Bachi-bouzouk de Jean-Léon Gérôme. Selon Gross, le portrait appartient à la « tradition humaniste de la représentation  de l'homme noir approfondie psychologiquement depuis Rembrandt et Frans Hals jusqu'à Théodore Géricault » .
Andrea Bärnreuther établit une correspondance avec les tableaux de Trübner représentants des hommes noirs (1873).

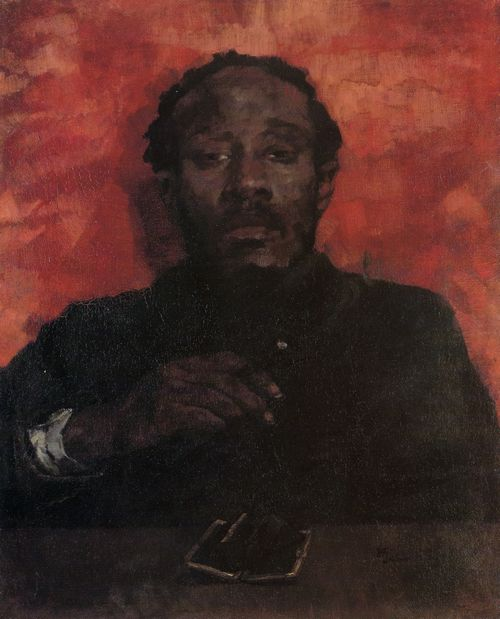
Wilhelm Trübner, Nègre en train de fumer (1873)
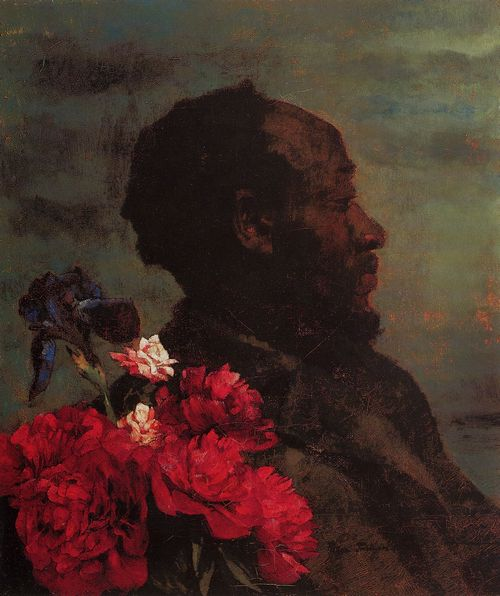
Wilhelm Trübner, Nègre avec pivoines (1873)